# Teorija polja (matematika)
U matematici, polje je skup na kome su sabiranje, oduzimanje, množenje, i deljenje definisani, i ponašaju se kao korespondirajuće operacije na racionalnim i realnim brojevima. Polje je stoga fundamentalna algebarska struktura, koja ima široku primenu u algebri, teoriji brojeva i mnogim drugim oblastima matematike.
Najbolje poznata polja su polje racionalnih brojeva, polje realnih brojeva i polje kompleksnih brojeva. Mnoga druga polja, kao što su polja racionalnih funkcija, polja algebarskih funkcija, polja algebarskih brojeva, i polja p-adičnih brojeva se često koriste u matematičkim studijama, posebno u teoriji brojeva i algebarskoj geometriji. Veći deo kroptografskih protokola se oslanja na konačna polja, i.e., polja sa konačnim brojem elemenata.
Relacija dva polja se izražava pomoću notacije proširenja polja. Galova teorija, koju je definisao Evarist Galoa tokom 1830-ih, posvećena je razumevanju simetrija proširenja polja. Između ostalog, ova teorija pokazuje da se ugaona trisekcija i kvadratura kruga ne mogu vršiti koristeći samo lenjir i šestar. Štaviše, ona pokazuje da su kvintične jednačine algebarski nerešive.
Polja služe kao fondacione notacije u nekoliko matematičkih domena. Ovo obuhvata različite grane analize, koje se zasnivaju na poljima s dodatnom strukturom. Osnovne teoreme u analizi zavise od strukturnih svojstava polja realnih brojeva. Najvažnije za algebarske svrhe je da se bilo koje polje može koristiti kao skalari za vektorski prostor, što je standardni opšti kontekst za linearnu algebru. Polja brojeva, srodnici polja racionalnih brojeva, detaljno se proučavaju u teoriji brojeva. Funkcionalna polja su korisna u opisivanju svojstva geometrijskih objekata.

## Definicija
Neformalno, polje je skup, zajedno sa dve operacije definisane na tom skupu: operacija sabiranja koja se zapisuje kao a + b, i operacija množenja koja se piše kao a ⋅ b, obe od kojih se ponašaju na način na koji se ponašaju na racionalnim brojevima i realnim brojevima, uključujući postojanje negativne vrednosti −a za sve elemente a, i recipročne vrednosti b−1 za svaki element b različit od nule. To omogućava obavljanje inverznih operacija: oduzimanja, a − b, i deljenja, a / b, definisanjem:
a − b = a + (−b),
a / b = a · b−1.
Klasična definicija
Formalno, polje je skup F zajedno sa dve operacije na F zvane sabiranje i množenje. Jedna operacija na F je funkcija F × F → F – drugim rečima, mapiranje kojim se asocira jedan element iz F sa svakim parom njegovih elemenata. Rezultat sabiranja a i b se zove suma a i b, i označva se sa a + b. Slično tome, rezultat množenja a i b se zove proizvod a i b, i označava se sa ab ili a ⋅ b.

## Literatura
- Adamson, I. T. (2007), Introduction to Field Theory, Dover Publications, ISBN 978-0-486-46266-0
- Allenby, R. B. J. T. (1991), Rings, Fields and Groups, Butterworth-Heinemann, ISBN 978-0-340-54440-2
- Artin, Michael (1991), Algebra, Prentice Hall, ISBN 978-0-13-004763-2, especially Chapter 13
- Artin, Emil; Schreier, Otto (1927), „Eine Kennzeichnung der reell abgeschlossenen Körper”, Abhandlungen aus dem Mathematischen Seminar der Universität Hamburg (на језику: German), 5: 225—231, ISSN 0025-5858, JFM 53.0144.01, doi:10.1007/BF02952522
- Ax, James (1968), „The elementary theory of finite fields”, Ann. of Math., 2, 88: 239—271, doi:10.2307/1970573
- Baez, John C. (2002), „The octonions”, Bulletin of the American Mathematical Society, 39: 145—205, arXiv:math/0105155 , doi:10.1090/S0273-0979-01-00934-X
- Banaschewski, Bernhard (1992), „Algebraic closure without choice.”, Z. Math. Logik Grundlagen Math., 38 (4): 383—385, Zbl 0739.03027
- Beachy, John. A; Blair, William D. (2006), Abstract Algebra (3 изд.), Waveland Press, ISBN 1-57766-443-4
- Blyth, T. S.; Robertson, E. F. (1985), Groups, rings and fields: Algebra through practice, Cambridge University Press. See especially Book 3 ( 0-521-27288-2) and Book 6 ( 0-521-27291-2).
- Borceux, Francis; Janelidze, George (2001), Galois theories, Cambridge University Press, ISBN 0-521-80309-8, Zbl 0978.12004
- Bourbaki, Nicolas (1994), Elements of the history of mathematics, Springer, ISBN 3-540-19376-6, MR 1290116, doi:10.1007/978-3-642-61693-8
- Bourbaki, Nicolas (1988), Algebra II. Chapters 4–7, Springer, ISBN 0-387-19375-8
- Cassels, J. W. S. (1986), Local fields, London Mathematical Society Student Texts, 3, Cambridge University Press, ISBN 0-521-30484-9, MR 861410, doi:10.1017/CBO9781139171885
- Clark, A. (1984), Elements of Abstract Algebra, Dover Books on Mathematics Series, Dover, ISBN 978-0-486-64725-8
- Conway, John Horton (1976), On Numbers and Games, Academic Press
- Corry, Leo (2004), Modern algebra and the rise of mathematical structures (2nd изд.), Birkhäuser, ISBN 3-7643-7002-5, Zbl 1044.01008
- Dirichlet, Peter Gustav Lejeune (1871),  Dedekind, Richard, ур., Vorlesungen über Zahlentheorie (Lectures on Number Theory) (на језику: German), 1 (2nd изд.), Braunschweig, Germany: Friedrich Vieweg und Sohn
- Eisenbud, David (1995), Commutative algebra with a view toward algebraic geometry, Graduate Texts in Mathematics, 150, New York: Springer-Verlag, ISBN 0-387-94268-8, MR 1322960, doi:10.1007/978-1-4612-5350-1
- Escofier, J. P. (2012), Galois Theory, Springer, ISBN 978-1-4613-0191-2
- Fricke, Robert; Weber, Heinrich Martin (1924), Lehrbuch der Algebra (на језику: German), Vieweg, JFM 50.0042.03
- Gouvêa, Fernando Q. (1997), p-adic numbers, Universitext (2nd изд.), Springer
- Gouvêa, Fernando Q. (2012), A Guide to Groups, Rings, and Fields, Mathematical Association of America, ISBN 978-0-88385-355-9
- Hazewinkel Michiel, ур. (2001). „Field”. Encyclopaedia of Mathematics. Springer.  978-1556080104.
- Hensel, Kurt (1904), „Über eine neue Begründung der Theorie der algebraischen Zahlen”, Journal für die Reine und Angewandte Mathematik (на језику: German), 128: 1—32, ISSN 0075-4102, JFM 35.0227.01
- Jacobson, Nathan (2009), Basic algebra, 1 (2nd изд.), Dover, ISBN 978-0-486-47189-1
- Jannsen, Uwe; Wingberg, Kay (1982), „Die Struktur der absoluten Galoisgruppe 𝔭-adischer Zahlkörper. [The structure of the absolute Galois group of 𝔭-adic number fields]”, Invent. Math., 70 (1): 71—98, Bibcode:1982InMat..70...71J, MR 0679774, doi:10.1007/bf01393199
- Kleiner, Israel (2007), A history of abstract algebra, Birkhäuser, ISBN 978-0-8176-4684-4, MR 2347309, doi:10.1007/978-0-8176-4685-1
- Kiernan, B. Melvin (1971), „The development of Galois theory from Lagrange to Artin”, Archive for History of Exact Sciences, 8 (1-2): 40—154, MR 1554154, doi:10.1007/BF00327219
- Kuhlmann, Salma (2000), Ordered exponential fields, Fields Institute Monographs, 12, American Mathematical Society, ISBN 0-8218-0943-1, MR 1760173
- Lang, Serge (2002), Algebra, Graduate Texts in Mathematics, 211 (3rd изд.), Springer, ISBN 0-387-95385-X, doi:10.1007/978-1-4613-0041-0
- Lidl, Rudolf; Niederreiter, Harald (2008), Finite fields (2nd изд.), Cambridge University Press, ISBN 978-0-521-06567-2, Zbl 1139.11053
- Lorenz, Falko (2008), Algebra, Volume II: Fields with Structures, Algebras and Advanced Topics, Springer, ISBN 978-0-387-72487-4
- Marker, David; Messmer, Margit; Pillay, Anand (2006), Model theory of fields, Lecture Notes in Logic, 5 (2nd изд.), Association for Symbolic Logic, CiteSeerX 10.1.1.36.8448 , ISBN 978-1-56881-282-3, MR 2215060
- Mines, Ray; Richman, Fred; Ruitenburg, Wim (1988), A course in constructive algebra, Universitext, Springer, ISBN 0-387-96640-4, MR 919949, doi:10.1007/978-1-4419-8640-5
- Moore, E. Hastings (1893), „A doubly-infinite system of simple groups”, Bulletin of the American Mathematical Society, 3 (3): 73—78, MR 1557275, doi:10.1090/S0002-9904-1893-00178-X
- Prestel, Alexander (1984), Lectures on formally real fields, Lecture Notes in Mathematics, 1093, Springer, ISBN 3-540-13885-4, MR 769847, doi:10.1007/BFb0101548
- Ribenboim, Paulo (1999), The theory of classical valuations, Springer Monographs in Mathematics, Springer, ISBN 0-387-98525-5, MR 1677964, doi:10.1007/978-1-4612-0551-7
- Scholze, Peter (2014), „Perfectoid spaces and their Applications”, Proceedings of the International Congress of Mathematicians 2014, ISBN 978-89-6105-804-9, Архивирано из оригинала (PDF) 25. 08. 2019. г., Приступљено 18. 08. 2019
- Schoutens, Hans (2002), The Use of Ultraproducts in Commutative Algebra, Lecture Notes in Mathematics, 1999, Springer, ISBN 978-3-642-13367-1
- Serre, Jean-Pierre (1996) [1978], A course in arithmetic. Translation of Cours d'arithmetique, Graduate Text in Mathematics, 7 (2nd изд.), Springer, ISBN 9780387900407, Zbl 0432.10001
- Serre, Jean-Pierre (1979), Local fields, Graduate Texts in Mathematics, 67, Springer, ISBN 0-387-90424-7, MR 554237
- Serre, Jean-Pierre (1992), Topics in Galois theory, Jones and Bartlett Publishers, ISBN 0-86720-210-6, Zbl 0746.12001
- Serre, Jean-Pierre (2002), Galois cohomology, Springer Monographs in Mathematics, Translated from the French by Patrick Ion, Berlin, New York: Springer-Verlag, ISBN 978-3-540-42192-4, MR 1867431, Zbl 1004.12003
- Sharpe, David (1987), Rings and factorization, Cambridge University Press, ISBN 0-521-33718-6, Zbl 0674.13008
- Steinitz, Ernst (1910), „Algebraische Theorie der Körper” [Algebraic Theory of Fields], Journal für die reine und angewandte Mathematik, 137: 167—309, ISSN 0075-4102, JFM 41.0445.03, doi:10.1515/crll.1910.137.167
- Tits, Jacques (1957), „Sur les analogues algébriques des groupes semi-simples complexes”, Colloque d'algèbre supérieure, tenu à Bruxelles du 19 au 22 décembre 1956, Centre Belge de Recherches Mathématiques Établissements Ceuterick, Louvain, Paris: Librairie Gauthier-Villars, стр. 261—289
- van der Put, M.; Singer, M. F. (2003), Galois Theory of Linear Differential Equations, Grundlehren der mathematischen Wissenschaften, 328, Springer
- von Staudt, Karl Georg Christian (1857), Beiträge zur Geometrie der Lage (Contributions to the Geometry of Position), 2, Nürnberg (Germany): Bauer and Raspe
- Wallace, D. A. R. (1998), Groups, Rings, and Fields, SUMS, 151, Springer
- Warner, Seth (1989), Topological fields, North-Holland, ISBN 0-444-87429-1, Zbl 0683.12014
- Washington, Lawrence C. (1997), Introduction to Cyclotomic Fields, Graduate Texts in Mathematics, 83 (2nd изд.), Springer-Verlag, ISBN 0-387-94762-0, MR 1421575, doi:10.1007/978-1-4612-1934-7
- Weber, Heinrich (1893), „Die allgemeinen Grundlagen der Galois'schen Gleichungstheorie”, Mathematische Annalen (на језику: German), 43: 521—549, ISSN 0025-5831, JFM 25.0137.01, doi:10.1007/BF01446451